# Le Grand T
Le Grand T, anciennement Espace 44, maison de la culture de la Loire-Atlantique, est une salle de spectacle, essentiellement destinée au théâtre, située à Nantes en France. Elle est gérée par l'EPCC « Le Grand T, théâtre de Loire-Atlantique », crée le 1er janvier 2014 par la ville de Nantes, le conseil général de la Loire-Atlantique et le conseil régional des Pays de la Loire.

## Caractéristiques
Situé au no 84 de la rue du Général-Buat à Nantes, le Grand T, propriété du conseil général de la Loire-Atlantique, est construit, sous le nom d'Espace 44, en 1982-1983, sur des plans de l'architecte Claude Jeffroy, le scénographe étant Igor Hilbert, du cabinet « Hilbert & Associés ». Le projet initial conduit à la réalisation d'une salle de 857 places avec hall d'accueil, restaurant et annexes techniques. La surface totale couvre 2 700 m2. En 1997, des travaux d'extension et de restauration sont menés. La capacité de la salle est de 849 places, la chapelle annexe dispose de 99 ou 107 places.

## Historique
La « Maison de la culture de Nantes » a été créée sous une forme associative en 1970, et a été dirigée à Jacques Vitaly jusqu'en 1975, puis au tandem formé par Jacques Couturier et Loïc Vollard de 1975 à 1978. Durant cette période, l'essentiel de l'activité théâtrale se concentre à Nantes, d’abord au théâtre Graslin puis à la salle Paul-Fort, un théâtre de 620 places situé rue Basse-Porte.
Dès 1977, la diffusion des spectacles s’étend à tout le département de la Loire-Atlantique, par l'intermédiaire d'un service Décentralisation créé à cet effet, qui s’appuie sur les délégués territoriaux. Parallèlement, un service Animation développe les pratiques amateurs en théâtre, photographie et arts plastiques. 
L'association devient « Maison de la Culture de Nantes et de Loire-Atlantique » en 1978.
La structure est dissoute en juin 1981 à la suite d'une période de crise, mais moins d'un an plus tard en mars 1982, elle est reconstituée à l’initiative du Département de Loire-Atlantique, qui assume seul son financement.
Le 1er janvier 2014, l'association MCLA transfère ses missions, ses salariés et son patrimoine au tout nouvel Établissement public de coopération culturelle crée conjointement par la ville de Nantes, le conseil général et le conseil régional.
Il prend le nom de « Le Grand T, théâtre de Loire-Atlantique ». Catherine Blondeau est reconduite à sa direction pour un mandat de 5 ans.

## Directeurs
- Jacques Vitaly, de 1970 à 1975.
- Jacques Couturier et Loïc Vollard, de 1975 à 1978.

…
- Jean-Luc Tardieu, de 1983 à 1999.
- Philippe Coutant, de 1999 à 2011.
- Catherine Blondeau, depuis 2011[4].